# Johannes Kröll
Johannes Kröll (* 27. März 1991) ist ein ehemaliger österreichischer Skirennläufer. Er besuchte die Skihandelsschule Schladming und startete vorwiegend in den schnellen Disziplinen Abfahrt und Super-G. Er ist der Neffe 2. Grades des Skirennläufers Klaus Kröll.

## Biografie
Johannes Kröll nahm im Winter 2006/2007 erstmals an FIS-Rennen teil. 2008 wurde er in seiner Altersklasse Österreichischer Jugendmeister in der Abfahrt und in der Kombination. Nach seiner Aufnahme in den Nachwuchskader des Österreichischen Skiverbandes (ÖSV) debütierte Kröll im Dezember 2008 im Europacup, regelmäßige Starts in dieser Rennserie folgten ab dem nächsten Winter. Nachdem er im Europacup zunächst nicht über Platzierungen um Rang 30 hinausgekommen war, verbesserten sich seine Ergebnisse zu Beginn des Jahres 2011 deutlich. Seinen ersten Podestplatz erzielte er am 12. Jänner 2011 mit Rang zwei in der Abfahrt am Patscherkofel; fünf Wochen später stand er als Dritter der Abfahrt von Sotschi erneut auf dem Podium. Damit erreichte er in der Saison 2010/11 den dritten Platz in der Europacup-Abfahrtswertung – punktegleich mit dem Schweizer Vitus Lüönd und nur einen Punkt hinter dem Tschechen Petr Záhrobský. Bei den Juniorenweltmeisterschaften 2011 in Crans-Montana wurde er Vierter im Super-G und Elfter in der Abfahrt. Seine ersten Weltcuprennen bestritt Kröll im März 2011 in Kvitfjell. In der ersten der beiden Abfahrten verpasste er als 32. die Weltcup-Punkteränge nur um acht Hundertstelsekunden.
Am 11. und 12. Jänner 2012 feierte Kröll seine ersten beiden Siege im Europacup, als er in Val-d’Isère die zwei ersten Abfahrten der Saison 2011/12 für sich entschied. Zwei Wochen später folgte ein weiterer Sieg in Zauchensee, womit er die Europacup-Abfahrtswertung für sich entschied. Im Frühjahr 2012 stieg er nach je einem Jahr im C- und B-Kader in den A-Kader des ÖSV auf. Am 24. November 2012 fuhr Kröll in der Abfahrt von Lake Louise auf den 15. Platz und gewann damit erstmals Weltcuppunkte. Seine besten Ergebnisse waren je ein 10. Platz in der Abfahrt von Garmisch-Partenkirchen 2013 sowie in Lake Louise 2018.

Am 7. März 2020 gab er seinen Rücktritt vom Leistungssport bekannt und kommentierte das Ausbleiben größerer Erfolge folgendermaßen: 

„Ich habe den Durchbruch nicht geschafft und das akzeptiere ich.“

## Erfolge

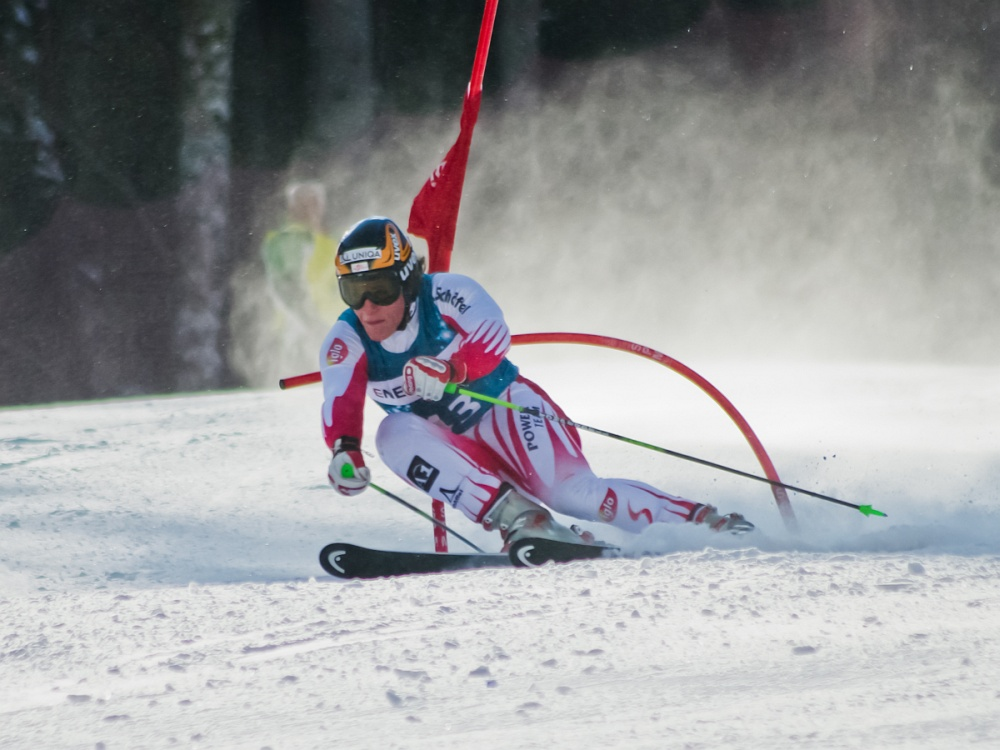
Johannes Kröll im FIS-Riesenslalom von Hinterstoder im März 2010

### Weltcup
- 2 Platzierungen unter den besten zehn

### Weltcupwertungen
| Saison  | Gesamt | Gesamt | Abfahrt | Abfahrt | Super-G | Super-G |
| Saison  | Platz  | Punkte | Platz   | Punkte  | Platz   | Punkte  |
| ------- | ------ | ------ | ------- | ------- | ------- | ------- |
| 2012/13 | 89.    | 42     | 36.     | 42      | –       | –       |
| 2015/16 | 130.   | 14     | 49.     | 12      | 58.     | 2       |
| 2017/18 | 95.    | 43     | 30.     | 43      | –       | –       |
| 2018/19 | 99.    | 45     | 35.     | 36      | 47.     | 9       |
| 2019/20 | 132.   | 17     | 51.     | 9       | 49.     | 8       |

### Europacup
- Saison 2010/11: 3. Abfahrtswertung
- Saison 2011/12: 9. Gesamtwertung, 1. Abfahrtswertung
- Saison 2014/15: 8. Gesamtwertung, 4. Abfahrtswertung, 9. Super-G-Wertung
- Saison 2015/16: 10. Abfahrtswertung, 7. Super-G-Wertung
- Saison 2016/17: 7. Gesamtwertung, 2. Abfahrtswertung, 9. Super-G-Wertung,
- 13 Podestplätze, davon 6 Siege:

| Datum            | Ort               | Land       | Disziplin |
| ---------------- | ----------------- | ---------- | --------- |
| 11. Jänner 2012  | Val-d’Isère       | Frankreich | Abfahrt   |
| 12. Jänner 2012  | Val-d’Isère       | Frankreich | Abfahrt   |
| 27. Jänner 2012  | Zauchensee        | Österreich | Abfahrt   |
| 4. Februar 2015  | Sella Nevea       | Italien    | Abfahrt   |
| 26. Jänner 2017  | Méribel           | Frankreich | Abfahrt   |
| 23. Februar 2017 | Sarntal/Reinswald | Italien    | Abfahrt   |

### Juniorenweltmeisterschaften
- Crans-Montana 2011: 4. Super-G, 11. Abfahrt

### Weitere Erfolge
- 1-facher Österreichischer Staatsmeister (Abfahrt: 2013)
- Österreichischer Jugendmeister (Jugend I) in der Abfahrt und in der Kombination 2008
- 2 Siege in FIS-Rennen